# Premont, Texas
Premont là một thành phố thuộc quận Jim Wells, tiểu bang Texas, Hoa Kỳ. Năm 2010, dân số của xã này là 2653 người.

## Dân số
- Dân số năm 2000: 2772 người.
- Dân số năm 2010: 2653 người.